# Clair de Donatoni
Clair est un ensemble de deux pièces pour clarinette seule composée par Franco Donatoni en 1980. Elle correspond à une période où le compositeur en doute permanent apparaît se réconcilier avec une écriture plus souple, concentrée sur les instruments solos et la voix.
Clair constitue une des œuvres majeures écrites pour clarinette seule en musique contemporaine de la fin du XXe siècle par la complexité et la richesse de son matériau sonore. 
La pièce est éditée chez Ricordi à Milan.

## Structure
Selon l'auteur, le titre de l'œuvre se réfère à la fois à la clarine et la clarinette et au prénom féminin Claire. 
Clair est un diptyque constitué d'une succession de séquences. Chaque séquence dispose de cellules qui sont répétées, transposées et permutées, tout en éliminant progressivement les notes les composant. Les objets du matériel musical sont organisés par paire dont le deuxième élément est de caractère opposé et agit avec une fonction de ponctuation. 

« Tout, dans Clair, est fondé sur la dualité, et on y perçoit en même temps une violence du semblable. »

— Alain Damiens, Lire, entendre, transmettre
La première pièce est organisée autour de la note ré, qui l'ouvre et la termine, note présente de façon récurrente et obsessionnelle, dans un déséquilibre incessant et un discours instable. La partition apparaît très graphique et dispose des nuances extrêmes. La fin de la première pièce emploie des répétitions qui rappellent celles de la troisième pièce pour clarinette seule de Stravinsky ou celles employées par Bartok. La partition est réputée difficile pour l'instrumentiste et nécessite d'être jouée avec une grande précision rythmique. 
La deuxième pièce est composée en opposition avec la première et démarre à la limite de la perception des sons enfermant l'auditeur. Puis Donatoni crée une échappatoire en intégrant des appoggiatures. Le milieu de la pièce atteint un climax fortissimo. La pièce se termine sur un pianissimo.
Engagé dans une démarche de composition « qui prévoit à l’infini des états successifs d’un même projet artistique », Donatoni réemploiera en 1981, dans l'œuvre small (pour piccolo, clarinette et harpe), certains passages de pièces précédentes : Marches (harpe, 1979), Nidi (piccolo, 1979) et Clair (clarinette, 1980).

## Clair II
Une deuxième œuvre pour clarinette seule, intitulée Clair II, a été composée en 1999 par Donatoni.

## Enregistrements (sélection)
- Alain Damiens joue Stravinsky (Trois pièces) - Boulez (Domaines) - Denisov (Sonate) - Stockhausen (In Freundschaft) - Donatoni (Clair) - Berio (Sequenza IX, Lied) (1988, Adda 581066 / Accord) (OCLC 953244964)